# محسن‌آباد (دلیجان)
محسن‌آباد روستایی در دهستان دودهک بخش مرکزی شهرستان دلیجان استان مرکزی ایران است.

## جمعیت
بر پایه سرشماری عمومی نفوس و مسکن در سال ۱۳۹۵ جمعیت این روستا کمتر از ۳ خانوار بوده‌است.